# G5卡賓槍
G5卡賓槍是由格魯吉亞研製的武器，其設計類似美國製的M4卡賓槍，並是HK416突擊步槍的仿製品。

## 發展
G5卡賓槍是由格魯吉亞軍事科學技術中心「Delta」於2012年開發出來的，並將會分發到格魯吉亞軍中的常規軍與預備役部隊服役，以取代原有的M4卡賓槍。每把G5均配備改良過的配件工具與光學瞄準鏡。

## 特點
據第比利斯航空製造廠發言人所說，G5在設計上基本上與M4卡賓槍相同，唯一的差異就是在發射機制和耐用性方面。其內部結構與M4也有很大的差別，因為它採用了短行程活塞式氣體操作系統（類似HK416），亦組合了經改進過的組件。這解決了M4常有的卡彈或過熱等問題，令整槍的可靠性得到了提升。此外，開發者亦聲稱G5在測試過程中有著比M4更高的精確度，其新研製的機械瞄具、瞄準鏡及其他零件均不能與M4互換。

## 軼事
該槍跟台灣氣槍廠商GHK推出的“G5”氣動步槍並没有任何關聯，前者為一種AR-15衍生槍，後者則是一種以CZ蠍式EVO 3 A1衝鋒槍為基礎的架空武器。

## 另見
- M4卡賓槍
- M16突擊步槍
- HK416突擊步槍
- Tara TM4突擊步槍
- AR-15自動步槍
- CAR-15卡賓槍